# Cultura política

Mapa de valores Inglehart-Weltzel

A cultura política descreve como a cultura impacta a política. Todo sistema político está embutido em uma cultura política particular. De acordo com Luis Fernando Cerri, o conceito expressa os padrões pelos quais uma sociedade se relaciona com as esferas em que as decisões coletivas são tomadas. 

## Definição
Gabriel Almond a define como "o padrão particular de orientações para ações políticas em que todo sistema político está inserido".
A definição de Lucian Pye é que "cultura política é o conjunto de atitudes, crenças e sentimentos, que dão ordem e significado a um processo político e que fornecem os pressupostos e regras subjacentes que governam o comportamento no sistema político".
María Eugenia Vázquez Semadeni define cultura política como "o conjunto de discursos e práticas simbólicas por meio dos quais indivíduos e grupos articulam sua relação com o poder, elaboram suas demandas políticas e as colocam em jogo".

## Análise
Os limites de uma determinada cultura política são baseados na identidade subjetiva. A forma mais comum de tal identidade hoje é a identidade nacional e, portanto, os estados-nação estabelecem os limites típicos das culturas políticas. O sistema sociocultural, por sua vez, dá sentido a uma cultura política por meio de símbolos e rituais compartilhados (como o dia da independência nacional) que refletem valores comuns. Isso pode evoluir para uma religião civil. Os próprios valores podem ser mais hierárquicos ou igualitários e vão definir os limites da participação política, criando assim uma base para a legitimidade. Eles são transmitidos por meio da socialização e moldados por experiências históricas compartilhadas que formam a memória coletiva ou nacional. Os intelectuais continuarão a interpretar a cultura política através do discurso político na esfera pública. De fato, a cultura política de elite é mais consequente do que em nível de massa.

### Elementos
A confiança é um fator importante na cultura política, pois seu nível determina a capacidade de funcionamento do Estado.
O pós-materialismo é o grau em que uma cultura política se preocupa com questões que não são de interesse físico ou material imediato, como direitos humanos e ambientalismo.
A religião também tem um impacto na cultura política.

## Classificações
Diferentes tipologias de cultura política têm sido propostas.

### Almond e Verba
Gabriel Almond e Sidney Verba em The Civic Culture delinearam três tipos puros de cultura política com base no nível e tipo de participação política e na natureza das atitudes das pessoas em relação à política:
- Paroquial – Onde os cidadãos estão apenas remotamente cientes da presença do governo central, e vivem suas vidas suficientemente perto, independentemente das decisões tomadas pelo Estado, distantes e alheios aos fenômenos políticos. Eles não têm conhecimento nem interesse em política. Este tipo de cultura política é em geral congruente com uma estrutura política tradicional.
- Assunto – Onde os cidadãos estão cientes do governo central e estão fortemente sujeitos às suas decisões com pouca margem para dissidência. O indivíduo está ciente da política, seus atores e instituições. É afetivamente orientado para a política, mas está no lado do "fluxo descendente" da política. Em geral congruente com uma estrutura autoritária centralizada.
- Participante – Os cidadãos são capazes de influenciar o governo de várias maneiras e são afetados por ele. O indivíduo é orientado para o sistema como um todo, tanto para as estruturas e processos políticos quanto administrativos (para os aspectos de entrada e saída). Em geral congruente com uma estrutura política democrática.

Almond e Verba escreveram que esses tipos de cultura política podem se combinar para criar a cultura cívica, que mistura os melhores elementos de cada um.

### Elazar
Daniel J. Elazar identificou três tipos de cultura política:
- Cultura individualista – em que a política é um mercado entre indivíduos que buscam maximizar seu interesse próprio, com envolvimento mínimo da comunidade e oposição ao governo, além de alto grau de clientelismo. Veja também: Neopatrimonialismo.
- Cultura moralista – Em que o governo é visto como importante e como forma de melhorar a vida das pessoas.
- Cultura tradicionalista – Aquela que busca preservar o status quo sob o qual as elites têm todo o poder e a participação cidadã não é esperada.

### Huntington
Samuel P. Huntington classificou as culturas políticas de acordo com as civilizações com base na geografia e na história:
- civilização ocidental
- civilização japonesa
- civilização islâmica
- civilização hindu
- Eslava - civilização ortodoxa
- civilização latino-americana
- civilização chinesa
- civilização africana

## Culturas políticas nacionais

### Rússia
A Rússia é uma sociedade de baixa confiança, com até mesmo as instituições mais confiáveis da igreja e dos militares tendo mais cidadãos desconfiados do que confiantes, e com baixa participação na sociedade civil. Isso significa que a Rússia tem uma cultura política cívica fraca. Além disso, as tradições autoritárias da Rússia significam que há pouco apoio às normas democráticas, como a tolerância à dissidência e o pluralismo. A Rússia tem uma história de governantes autoritários, de Ivan, o Terrível, a Joseph Stalin, que se engajaram na repressão maciça de todos os potenciais concorrentes políticos, desde ooprichnina ao Grande Expurgo. Os sistemas políticos resultantes da autocracia czarista e do comunismo soviético não tinham espaço para instituições independentes.

### Estados Unidos
A cultura política dos Estados Unidos foi fortemente influenciada pelo passado de seus primeiros imigrantes, pois é uma sociedade de colonos. Samuel P. Huntington identificou a política americana como tendo um caráter "Tudor", com elementos da cultura política inglesa daquele período, como direito comum, tribunais fortes, autogoverno local, soberania descentralizada entre instituições e dependência de milícias populares em vez de um exército permanente, tendo sido importado pelos primeiros colonos. Outra fonte de cultura política foi a chegada de Americanos escoceses-irlandeses, que vieram de uma região violenta da Grã-Bretanha, e trouxeram consigo um forte senso de individualismo e apoio ao direito de portar armas. Esses colonos forneceram o apoio à democracia jacksoniana, que foi uma revolução de seu tempo contra as elites estabelecidas, e os restos da qual ainda podem ser vistos no populismo americano moderno.